# Liderem
Liderem és una plataforma juvenil establerta com a Associació sense ànim de lucre fundada l'estiu de 2021 i presentada en públic el setembre de 2022. El seu president és Tomàs Güell.
L'organització vol ser un punt de contacte entre jovent i líders polítics i empresarials, funcionant com a grup de pressió per que temes d'interès juvenil com l'habitatge, sous dignes i salut mental siguin presents a l’agenda política, però també com a espai de trobada on es generin oportunitats empresarials.
Poc després de fundar-se a Barcelona, van fer una gira de presentació per les principals capitals catalanes i posteriorment van fer el salt a Madrid, amb el nom de Lideremos, i la mateixa agenda política.
Compten amb el suport de diverses empreses i fundacions, com Fundació la Caixa, Engel & Völkers i PwC, entre d'altres, fet que els facilita accedir a agendes polítiques i de l'entramat empresarial. Als seus actes hi ha participat o assistits polítics i empresaris com José Manuel Albares, Raquel Sánchez, Salvador Illa, Artur Mas, Xavier Trias, Jaume Collboni, Enrique Lacalle, Anna Gener, Rosa Tous, Jaume Guardiola i Josep Sánchez Llibre, entre d'altres.